# Siège du Mont-Saint-Michel
Guerre de Cent Ans
Batailles
Le siège du Mont-Saint-Michel en 1424-1425 est un épisode de la dernière phase de la Guerre de cent ans entre la France et l'Angleterre. Seule terre de Normandie restée fidèle à Charles VII, alors réfugié au sud de la Loire, le Mont Saint-Michel résiste victorieusement à un blocus anglais puis à un siège par terre et mer.

## Le siège
Entre 1417 et 1420, l'abbé Robert Jollivet fait ceindre de murailles le Mont, alors que la Normandie passe sous le joug anglais. En 1420, favorable aux Anglais, Jollivet fait défection et rejoint le roi Henri V d'Angleterre. Le Mont-Saint-Michel reste alors favorable au Dauphin, le futur Charles VII.
En 1423, Henri V ordonne au Mont-Saint-Michel de se rendre. La garnison, alors dirigée par le comte d'Aumale, Jean VIII d'Harcourt, refuse. Les Anglais commencent par fortifier en 1423 l'ilot de Tombelaine, qui commande le principal accès terrestre (à marée basse) au Mont : la garnison anglaise qui y est installée compte 120 hommes. Les Montois se ravitaillent alors par voie maritime et, par voie terrestre, par le sud. Les Anglais finissent par bloquer aussi la voie du sud en construisant une bastille en bois à Ardevon en 1424 mais le contrôle qu'elle exerce n'est pas assez efficace et n'empêche pas tous les passages. Les Montois sont activement soutenus par Charles VII et les places-fortes qui lui sont restées fidèles (en Mayenne notamment) ainsi que par le duc de Bretagne, Jean V qui organise un ravitaillement maritime par le port, tout proche, de Saint-Malo.
Le siège à proprement parler commence en 1424. Les Anglais reçoivent alors 130 hommes d'armes en renfort et, à partir de mars 1425, une flotte anglaise de vingt navires vient soutenir la garnison établie sur Tombelaine, créant un véritable blocus.
À l'époque où le siège commence c'est désormais Jean de Dunois, bâtard d'Orléans (futur compagnon de Jeanne d'Arc) qui commande la garnison du Mont. Il est représenté sur place par son lieutenant Nicole Paynel, un baron du Cotentin. Mais Dunois, contesté, est rapidement remplacé par Louis d'Estouteville à partir du 2 septembre 1424. Les Anglais renforcent le blocus et prennent même Robert Jollivet, ancien abbé du Mont, comme conseiller pour préparer au mieux les opérations. Ils alignent cent hommes d'armes et trois cents archers sous les ordres de William de la Pole. En mai 1425, les Montois tentent une sortie alors que le baron de Coulonces, de concert avec les défenseurs du Mont, arrive par les terres avec la garnison de Mayenne et prend les Anglais à revers. Les Français capturent à cette occasion Nicolas Burdett, bailli de Cotentin pour les Anglais, qui organisait le siège. Au mois de juin, le duc de Bretagne et les habitants de Saint-Malo parviennent à briser le blocus avec leurs navires et ravitaillent les assiégés. Louis d'Estouteville organise une autre sortie victorieuse contre les assiégeants au mois de novembre 1425. Après cette déconfiture, les Anglais se retranchent dans leurs camps. C'est, à ce moment de la guerre, une rare victoire des Français fidèles à Charles VII, qui redonne espoir aux partisans des Valois.